# Burt Blanca

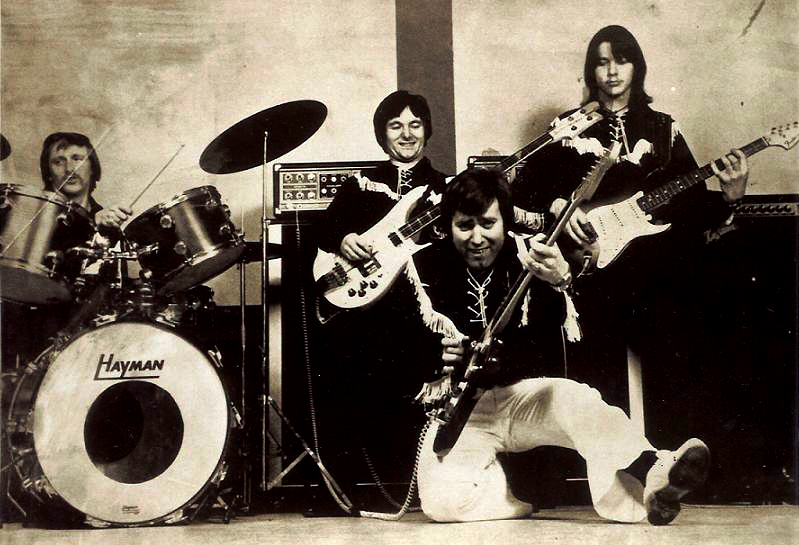
Burt Blanca en zijn orkest in 1978

Burt Blanca (geboortenaam Norbert Arthur Blancke, Neder-Over-Heembeek, 6 augustus 1944), is een Belgische rock-'n-roller en multi-instrumentalist die succes oogstte met singles als 'Touche pas à mon rock'n'roll', 'Ma Guitare bleue', 'Le Train Ne Passe Plus Par Là', 'Le Locomotion' en 'ClapClap Sound'.
Zijn band, The King Creoles, wordt beschouwd als de grondlegger van de Belgische rock'n'roll scene. Burt Blanca fungeert sinds de jaren zestig als studiomuzikant. Zo werkte hij samen met onder meer Salvatore Adamo, Plastic Bertrand, Charles Aznavour en Gilbert Bécaud.

## Biografie

### Jeugdjaren
Reeds op vijfjarige leeftijd is hij gefascineerd door muziek en start hij een opleiding Accordeon aan een Brusselse muziekschool. Ondertussen studeerde hij aan het Koninklijk Atheneum in Koekelberg. Hij start een opleiding aan de stedelijke muziekacademie in Brussel. Alvorens de gitaar ter hand te nemen leerde hij daar klarinet aangezien in de academie geen opleiding accordeon bestond. Het gezin verhuisde naar Brugge, maar Norbert kon zijn studies in Brussel verderzetten. In 1956 behaalde hij in Parijs een eerste conservatoriumprijs met de accordeon. Een jaar later behaalde Blancke de prijs in Bonn.

### The King Creoles
Hij kreeg van zijn ouders zijn eerste gitaar en ontwikkelde zich tot een gitaartalent. Al gauw richt hij zijn eerste bandje op, The Fellows. Hij ontdekt rock'n'roll en neemt de artiestennaam Burt Blanca aan. De band waarmee hij speelde werd The King Creoles gedoopt, genoemd naar de film 'King Creole' met Elvis Presley in de hoofdrol. Zijn broer fungeert als zijn manager. In 1959 komt hij terecht bij het Belgische platenlabel Hébra en neemt hij een Nederlandstalige versie op van 'Oh Carol', een hit van Neil Sedaka. Niet veel later neemt hij de single 'I Love You So' op, een van zijn eerste eigen composities.
Na de opnamen van een lp voor het Franse label Festival tekent Burt Blanca in 1961 een platencontract bij de Franse firma Pathé-Marconi. Hij werkt er samen met Jean Paul Guiter die toen reeds met de band 'Chats Sauvages' samenwerkte. Sindsdien wordt Blanca beschouwd als de Belgische Elvis Presley. Zijn populariteit wordt steeds groter. Na zijn succes in België, Nederland en Duitsland werd hij in 1962 populair in Frankrijk. Hij werkt in die periode frequent samen met gerenommeerde artiesten als Will Tura, Frédéric François, Claude Barzotti, André Brasseur en andere. Hij verzorgt concerten in grote zalen als Golf Drouot, Le Palais des Sports de Paris en het Olympia. Burt Blanca speelde in die periode ook in het voorprogramma van internationale artiesten als The Animals, The Kinks en Gene Vincent. Zijn populariteit wordt steeds groter.
In 1964 toert hij tweemaal met Gene Vincent langs alle voornaamste podia in Frankrijk en geeft hij een optreden met Vincent in Genève. Datzelfde jaar staat hij geprogrammeerd op het Olympia in Parijs. Niet veel later wordt hij uitgeroepen tot een van de best gitaristen in het genre. Vier jaar later scoort hij met de hit 'Rock'n'Roll Is Good For The Soul'. In 1968 werkt hij samen met de muzikanten Montebelliard en Vince Taylor.
In de jaren zeventig neemt Burt Blanca verscheidene rock-'n-roll-albums op met zijn versies van bekende songs uit het genre. Hij verzorgde toen de voorprogramma's voor andere rock'n'roll artiesten als Chuck Berry, Jerry Lee Lewis, Bill Haley en Gary Glitter en voor de Frans-Belgische rocker Johnny Hallyday. In 1976 heeft Blanca echter een tegenslag te verwerken toen bleek dat de samenwerking met zijn broer als manager onhoudbaar was. De onenigheid met zijn broer remde zijn carrière af, maar ondanks alles stond hij dat jaar voor het eerst in Vorst Nationaal op de planken. In 1977 treedt hij op onder de naam Burt Blanca & The Magic Guitars. De Amerikaanse producer Robert Mellin (Paul Anka, The Platters) vroeg Blanca om een nieuw album op te nemen. De elpee wordt uitgebracht in Frankrijk en verscheidene albumtracks verschenen als single in Canada. Burt Blanca ontvangt terug een gouden plaat voor de verkoop van 200.000 exemplaren van zijn album Rock Around The Clock.

### The Klaxons
In het begin van de jaren tachtig werkt Burt Blanca samen met Lou Depryck (producer Plastic Bertrand en Two Man Sound) en verovert hij de hitlijsten met de single 'Touche Pas à Mon R.N.R.'. In 1983 richt hij de band The Klaxons op en schrijft, in samenwerking met zijn vrienden Jean-Marie Troisfontaine en Roger Verbestel, de megahit 'Clap, Clap Sound'. De single haalt in verscheidene landen de hoogste regionen van de hitparade. In Zuid-Afrika staat de single 25 weken op nummer 1. 'Clap, Clap sound' behaalt verscheidene malen platina en zelfs diamant. Datzelfde jaar werd de single herwerkt door Le Grand Jojo en uitgebracht onder de titel 'Sergent Flagada'. Hij brengt verscheidene albums uit waaronder 25 years ago and now , Un Train Ce Soir, Still Rockin' All Over The Years en Rockin' Party. In 1986 start hij met zijn eigen label Florian Music. Burt Blanca laat op het einde van het decennium weinig van zich horen, maar zijn platen blijven goed verkopen.
In 1998 neemt hij het album Il Faut Le Vivre op en zijn versie van Here Today, Gone Tomorrow dat onder het label Hebra Records verschijnt. De albums verschijnen pas op cd in 2003, tegelijkertijd met het album Classical Romance.
Na het millennium wordt Burt Blanca actief als Musical Arranger voor Reader's Digest. In november 2003 is hij headliner op de affiche van het Theater van Louvière in België. In januari van 2004 neemt hij deel aan de opnamen van de televisieserie Familie bij de commerciële omroep VTM. In juni 2004 geeft hij een concert in het Olympia in Parijs en viert hij met een optreden in de Ancienne Belgique zijn 45-jarige carrière.
Op 2 juli 2005 werd hij geëerd door de Waalse Gemeenschap in België en gehonoreerd tot 'Officier de la Couronne' door de Belgische minister Fadila Laanan. Burt Blanca werkt samen met Amerikaanse muzikanten als Wanda Jackson en Gail Lewis. In juni 2006 verscheen een dubbelalbum Mon Aventure en Succes d'Hier et de Demain. In 2007 werd de dvd L'autre King du Rock uitgebracht. De dvd, met 33 songs, bevat een registratie van zijn optreden op 1 juli 2006 in het casino van Saint-Amand-les-Eaux. 
Burt Blanca is tot op heden actief als sessiemuzikant en speelt onder meer pedal steel gitaar, banjo en accordeon op recente albums van binnen- en buitenlandse artiesten.
In 2008 werkte hij aan een album met countrymuziek. In 2009 duurt zijn carrière 50 jaar.